# Tulimuld
Tulimuld (dt. „Feuererde“) war eine estnische Literatur- und Kulturzeitschrift, die von 1950 bis 1993 erschien.

## Hintergrund
Nach der Sowjetisierung Estlands von 1940 und der Besetzung des Landes nach dem Zweiten Weltkrieg waren 1944 ca. 70.000 Esten in den Westen geflohen, unter ihnen etwa ein Drittel der bekannten Schriftstellerinnen und Schriftsteller. Da unter den Bedingungen des Stalinismus in Estland auch die Literatur unter starkem Zensurdruck litt, verlagerte sich ein Teil des literarischen Lebens auf die Exilgemeinschaft in Schweden, Kanada, den Vereinigten Staaten und Australien. Dies blieb für die gesamte zweite Hälfte des 20. Jahrhunderts ein wichtiger Aspekt der estnischen Literatur.

## Erscheinungsweise und Auflagenhöhe
Als „Motor“ des literarischen Exils kann der Schriftsteller Bernard Kangro bezeichnet werden, der 1950 die neue Zeitschrift ins Leben rief und im Selbstverlag in Lund herausbrachte. Er war über den gesamten Erscheinungszeitraum hinweg der verantwortliche Chefredakteur.
Die Auflage betrug bei der ersten Nummer zunächst 4500 Exemplare, ging aber bald zurück und belief sich am Ende noch auf 900 Exemplare. Im ersten Erscheinungsjahr 1950 kamen 3 Hefte heraus, von 1951 bis 1958 erschienen sechs Hefte pro Jahr, danach wurde Tulimuld als Quartalszeitschrift publiziert. Auf diese Weise liegen insgesamt 191 Hefte mit 11.592 Seiten vor. Die Zeitschrift wurde 1993 eingestellt, nachdem Estland seine Unabhängigkeit wiedererlangt hatte und die politische Notwendigkeit einer Exilzeitschrift nicht mehr bestand.

## Bedeutung
Die Zeitschrift war die beständigste und regelmäßigste aller estnischen Exilzeitschriften und das zentrale und gewichtigste Organ der Exilgemeinschaft. Tulimuld brachte Primärliteratur, literaturwissenschaftliche und -historische Essays, allgemein kulturhistorische Beiträge und Literaturkritik. Außer Kangro beteiligten sich alle namhaften Vertreter der estnischen Literatur und Literaturwissenschaft an der Zeitschrift, zu den Autoren von Tulimuld zählten unter anderem Artur Adson, Ivar Grünthal, Ivar Ivask, Arvo Mägi, Karl Ristikivi und viele andere.
Erst 1957 bekam Tulimuld durch die Gründung der Zeitschrift Mana Konkurrenz. Im Vergleich zur letztgenannten war Tulimuld konservativer und traditioneller.

## Trivia
Die Jahrgänge 1988 und 1989 tragen irrtümlicherweise beide die Jahrgangsnummer 39 (XXXIX), und dieser Fehler ist bis zum Ende nicht mehr korrigiert worden, so dass jeweils eine Ziffer addiert werden muss. Der letzte Jahrgang (1993) ist der 44., trägt aber Nummer 43 (XLIII). Zusätzlich ist beim Übergang von 1992 nach 1993 versehentlich die Paginierung fortgesetzt worden, so dass Heft 1/1993 mit S. 201 (statt mit S. 1) beginnt, was bei Heft 2/1993 aber korrigiert worden ist. Dies Heft beginnt mit S. 49 (und nicht mit 249, nachdem Heft 1/1993 bis S. 248 geht).

## Einzelbelege
1. ↑  Cornelius Hasselblatt: Geschichte der estnischen Literatur. Von den Anfängen bis zur Gegenwart. Berlin, New York: Walter de Gruyter 2006, S. 544–545.
2. ↑  Eesti kirjandus paguluses. XX sajandil. Toimetanud Piret Kruuspere. Tallinn: Eesti TA Underi ja Tuglase Kirjanduskeskus 2008.
3. ↑  Cornelius Hasselblatt: Geschichte der estnischen Literatur. Von den Anfängen bis zur Gegenwart. Berlin, New York: Walter de Gruyter 2006, S. 44.
4. ↑  Oskar Kruus: Bernard Kangro. Elukäik ja looming. Tallinn: Eesti Raamat 2003, S. 56.
5. ↑  Eesti Entsüklopeedia 12. Tallinn: Eesti Entsüklopeediakirjastus 2003, S. 609.
6. ↑  Eesti kirjandus paguluses. XX sajandil. Toimetanud Piret Kruuspere. Tallinn: Eesti TA Underi ja Tuglase Kirjanduskeskus 2008, S. 691.
7. ↑  Cornelius Hasselblatt: Geschichte der estnischen Literatur. Von den Anfängen bis zur Gegenwart. Berlin, New York: Walter de Gruyter 2006, S. 41; ebenfalls: Eesti kirjandus paguluses. XX sajandil. Toimetanud Piret Kruuspere. Tallinn: Eesti TA Underi ja Tuglase Kirjanduskeskus 2008, S. 691.